# باغ صبا
باغ صبا یکی از محله‌های مرکز رو به شرق تهران است که از طرف شرق به خیابان شریعتی، از طرف غرب به خیابان سهروردی، از طرف شمال به خیابان مطهری و از طرف جنوب به خیابان بهار شیراز منتهی می‌شود.
این باغ در ایام قدیم جزو محلات ییلاقی پادشاهان قاجار بوده است که به مرور زمان به قطعات کوچک‌تر تقسیم شده و در حال حاضر در دل شهر تهران قرار گرفته است. این محل هم‌اکنون بافت مسکونی - تجاری دارد. اهالی این محله عمدتاً از قشر متمولان قدیمی تهران‌اند که حوالی دهه‌های ۳۰–۴۰ در این منطقه ساکن شده‌اند.

## مشخصات کلی
- جمعیت (نفر): ۹۶۶۵
- مساحت (مترمربع): ۶۱۴۵۸۴
- تعداد واحد مسکونی: ۲۸۶۹
- خانوار ساکن: ۲۸۹۴